# Kerk van Usquert
De Petruskerk van Usquert oogt door de toren als een neogotische kerk uit de negentiende eeuw. Achter de toren, onder het latere pleisterwerk, staat echter een romanogotische kerk uit de dertiende eeuw. 

## Geschiedenis
De huidige kerk heeft ten minste twee voorgangers gehad. Al in de 9e eeuw heeft Liudger hier een kerk, waarschijnlijk van hout, gesticht. Usquert was in de middeleeuwen zetel voor een van de dekens, in de Groninger Ommelanden proost genoemd, van het bisdom Münster. Vaak zijn de kerken in de hoofdplaats van een proosdij gewijd aan Petrus en/of Paulus. De kerk in Usquert was gewijd aan beide heiligen.
De houten kerk werd in de 11e eeuw vervangen door een nieuwe kerk opgetrokken in tufsteen. In de kroniek van Bloemhof wordt vermeld dat deze kerk in 1231 in brand werd gestoken door Eenrumers als onderdeel van een strijd tussen de landschappen Hunsingo en Fivelingo. Bij die brand zou ook een kluizenaar zijn omgekomen die naast de kerk woonde.
Na de brand werd de huidige kerk gebouwd, waarbij de restanten van de afgebrande kerk werden hergebruikt. In 1868 werd de oude losstaande kerktoren afgebroken en vervangen door de huidige toren. De oude toren is nog zichtbaar op een kaart van Henricus Teysinga uit 1731. De huidige toren heeft twee luidklokken, een grote uit ± 1405 van de klokkengieter Harmannus en een kleinere uit 1690 van Gerhard (Gerrit) Schimmel uit Deventer. 
Het orgel met twee manualen en 17 registers is in 1852 vervaardigd door de orgelbouwer Petrus van Oeckelen te Harendermolen. Het instrument werd in 2007 door Mense Ruiter gerestaureerd.   
In 1977 werd de kerk overgedragen aan de Stichting Oude Groninger Kerken, die het gebouw in 1990 liet restaureren.

## Zie ook

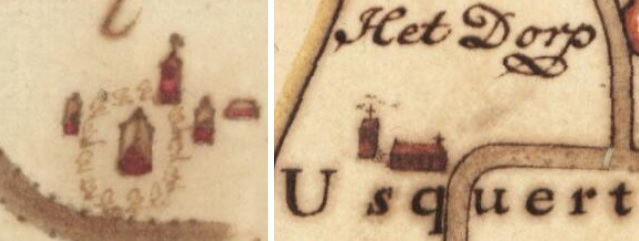
De kerk van Usquert met de in 1868 afgebroken losse kerktoren op een kaart uit 1694 en een kaart uit 1708
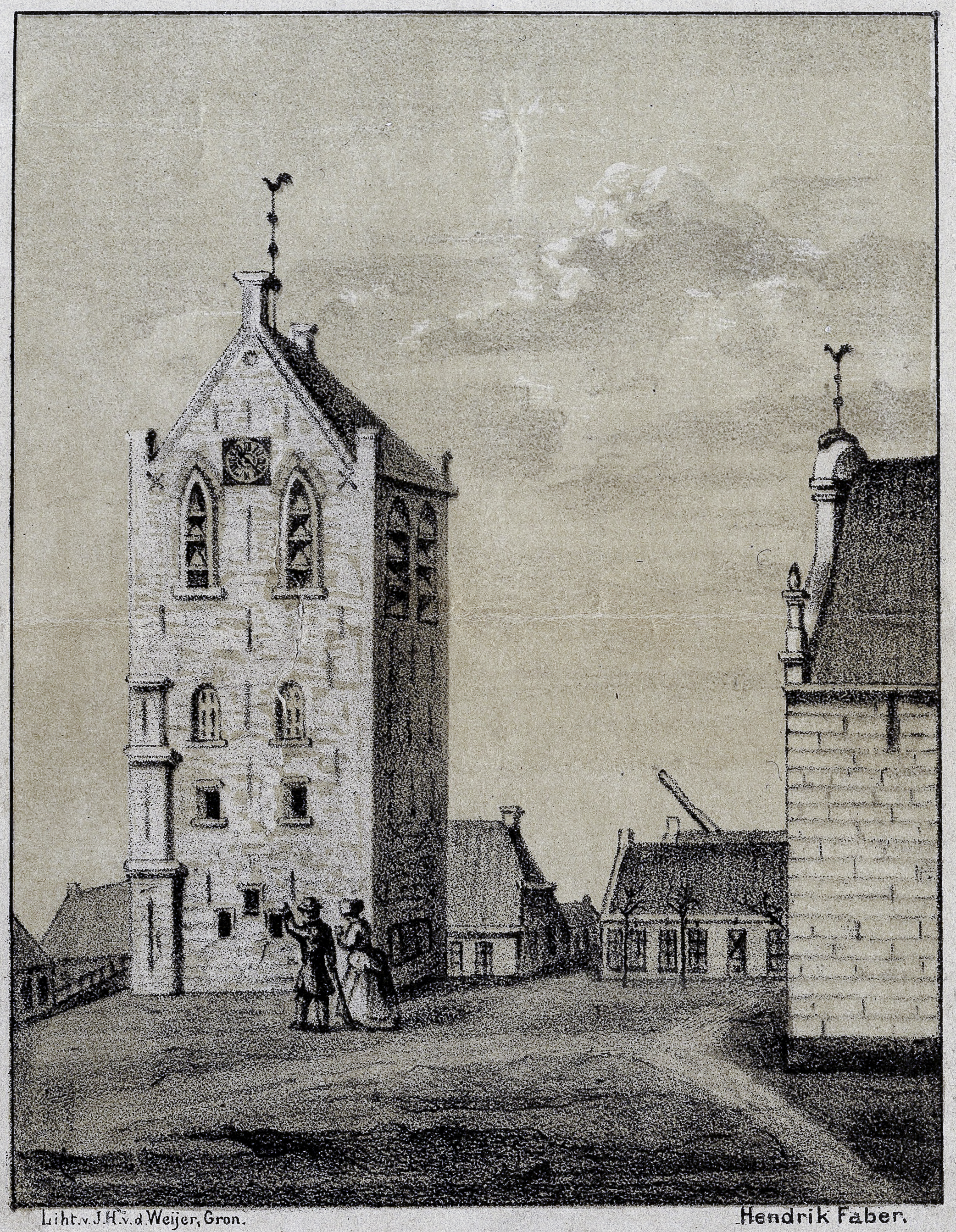
De losse kerktoren vlak voor de afbraak op een lithografie van Johannes Harmannus van de Weijer naar een schilderij van Hendrik Faber.
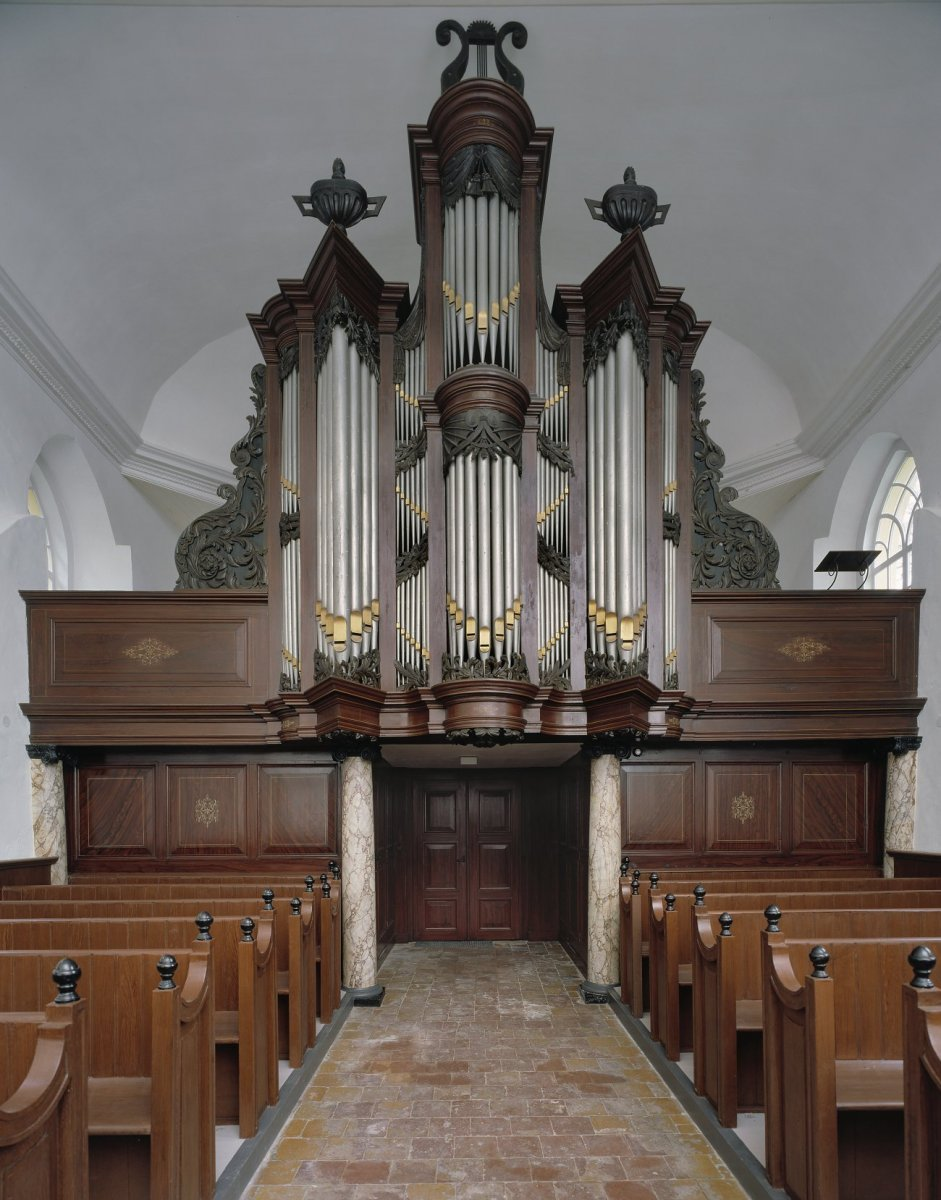
Het Van Oeckelenorgel uit 1852

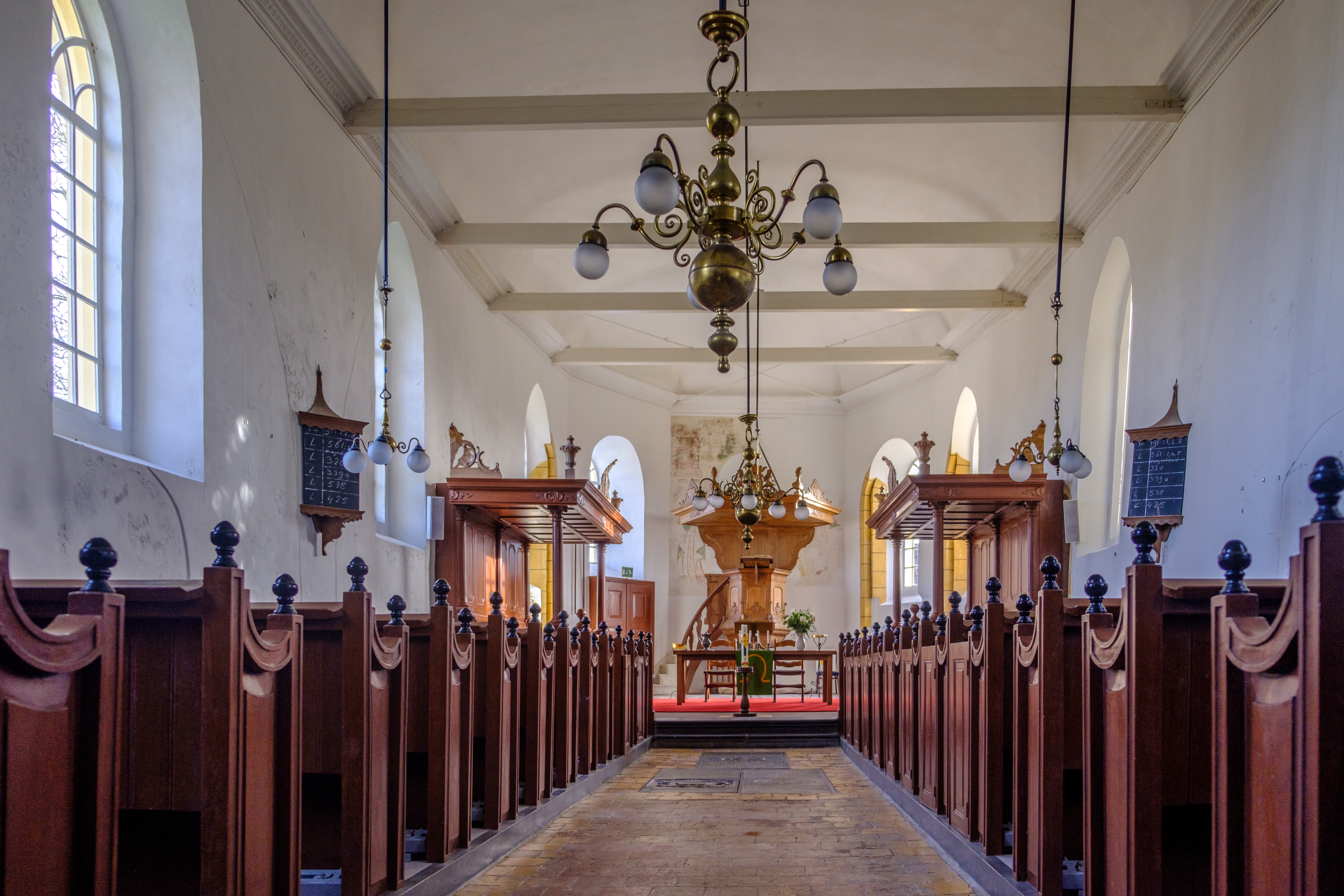
Interieur naar het oosten
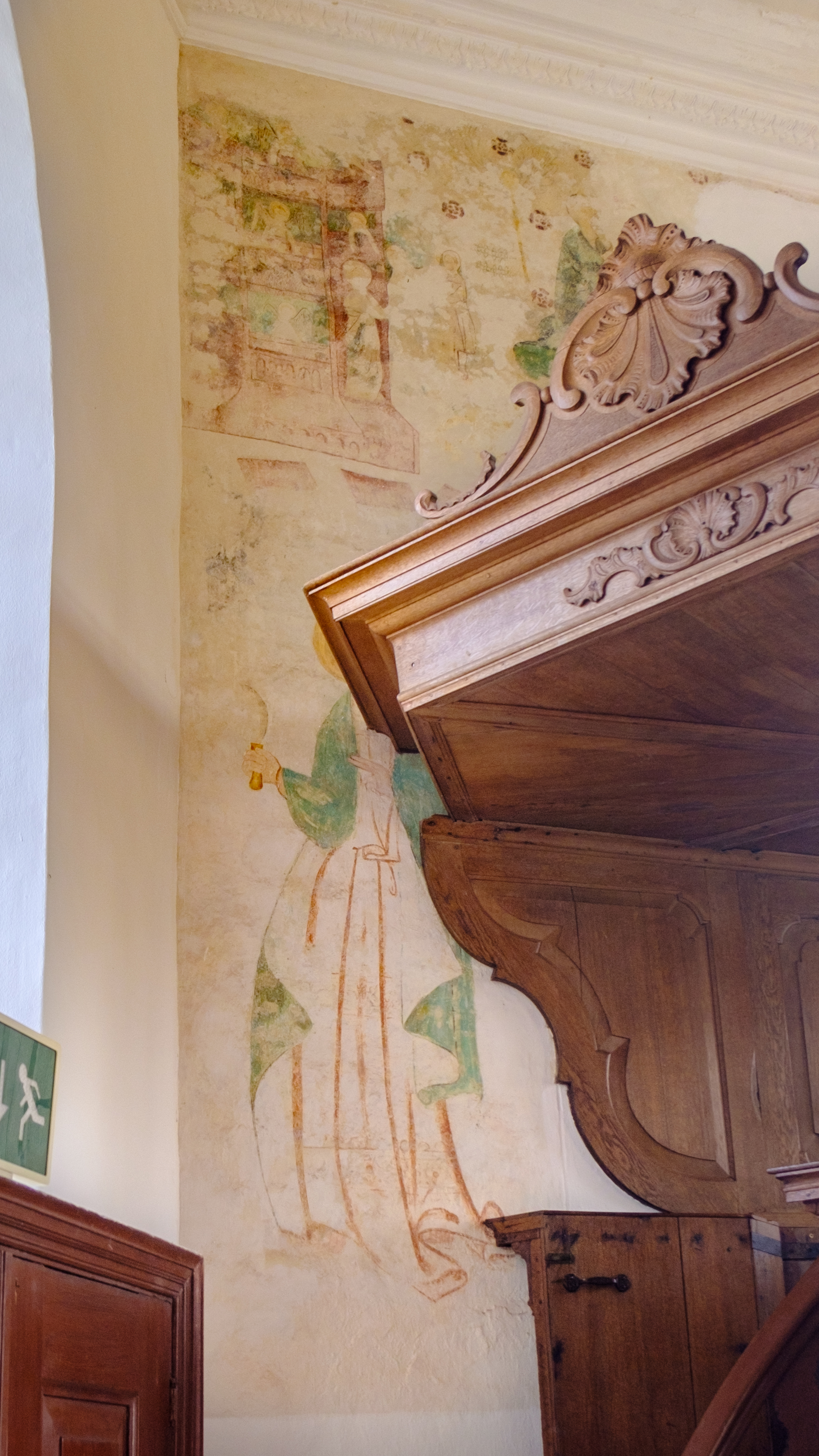
Muurschildering achter de kansel. Het betreft het Laatste Oordeel met eronder de apostel Bartholomeüs en de heilige Christoffel.
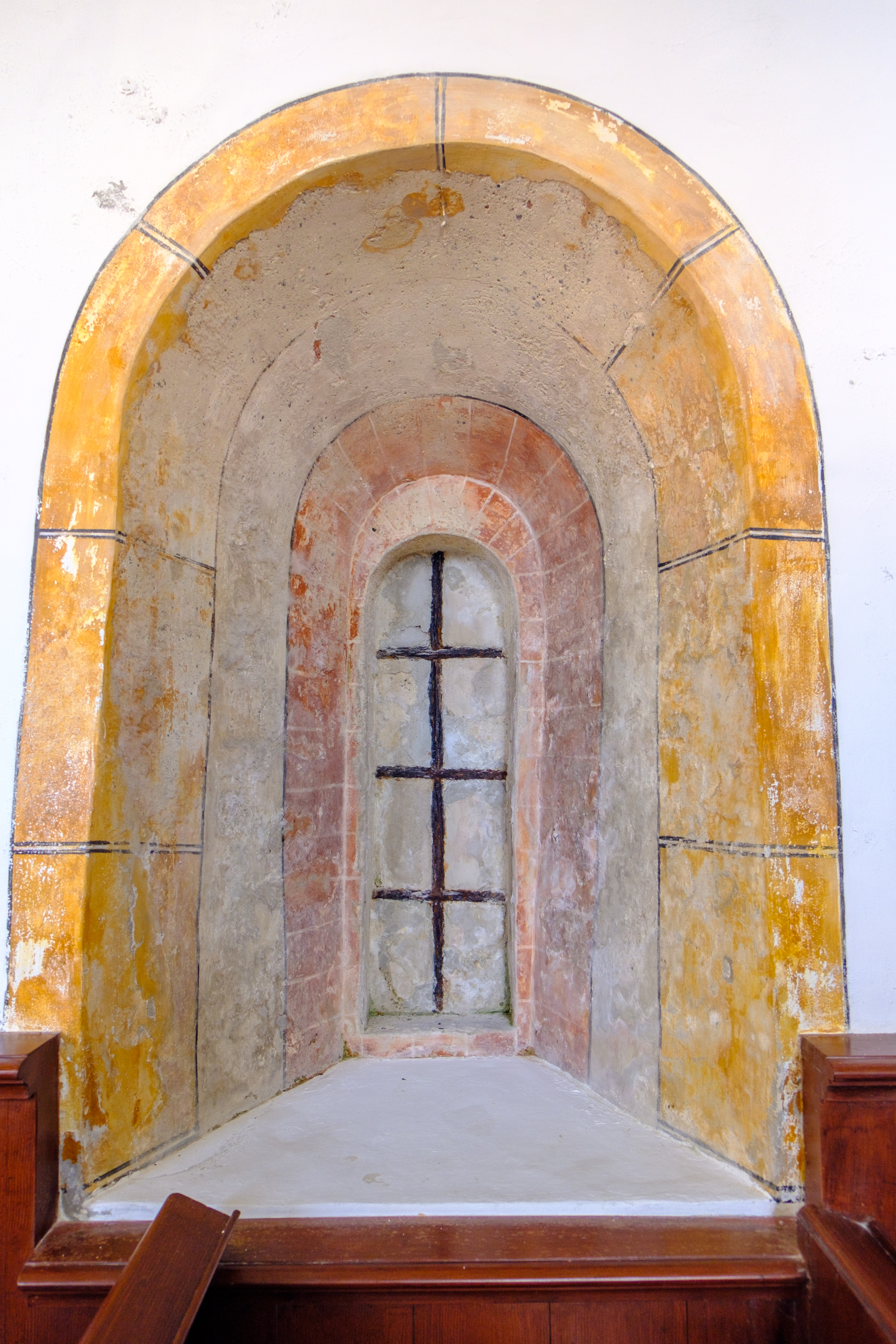
Nis
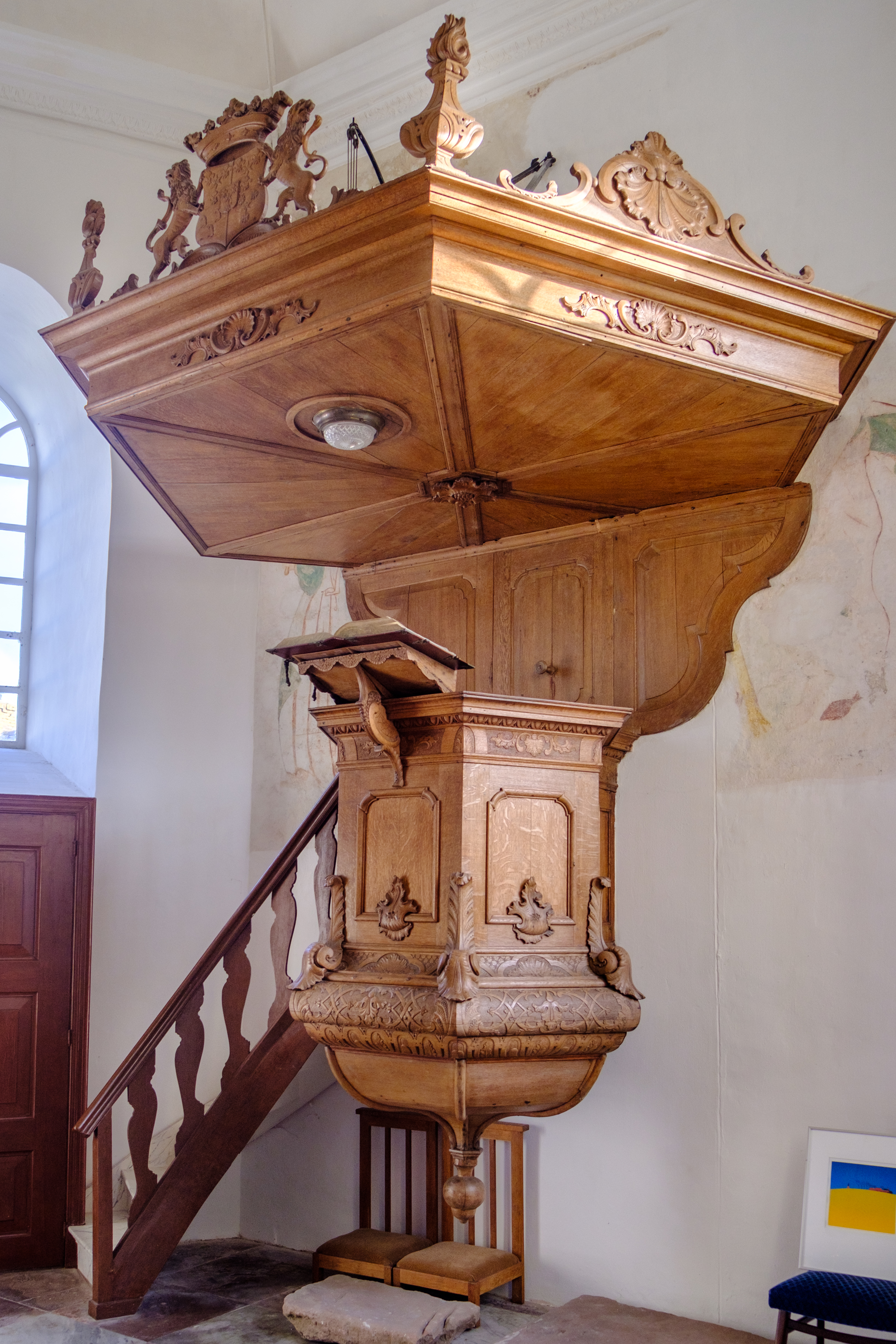
Kansel uit 1755 van houtsnijder Jan Dieters Brugma.
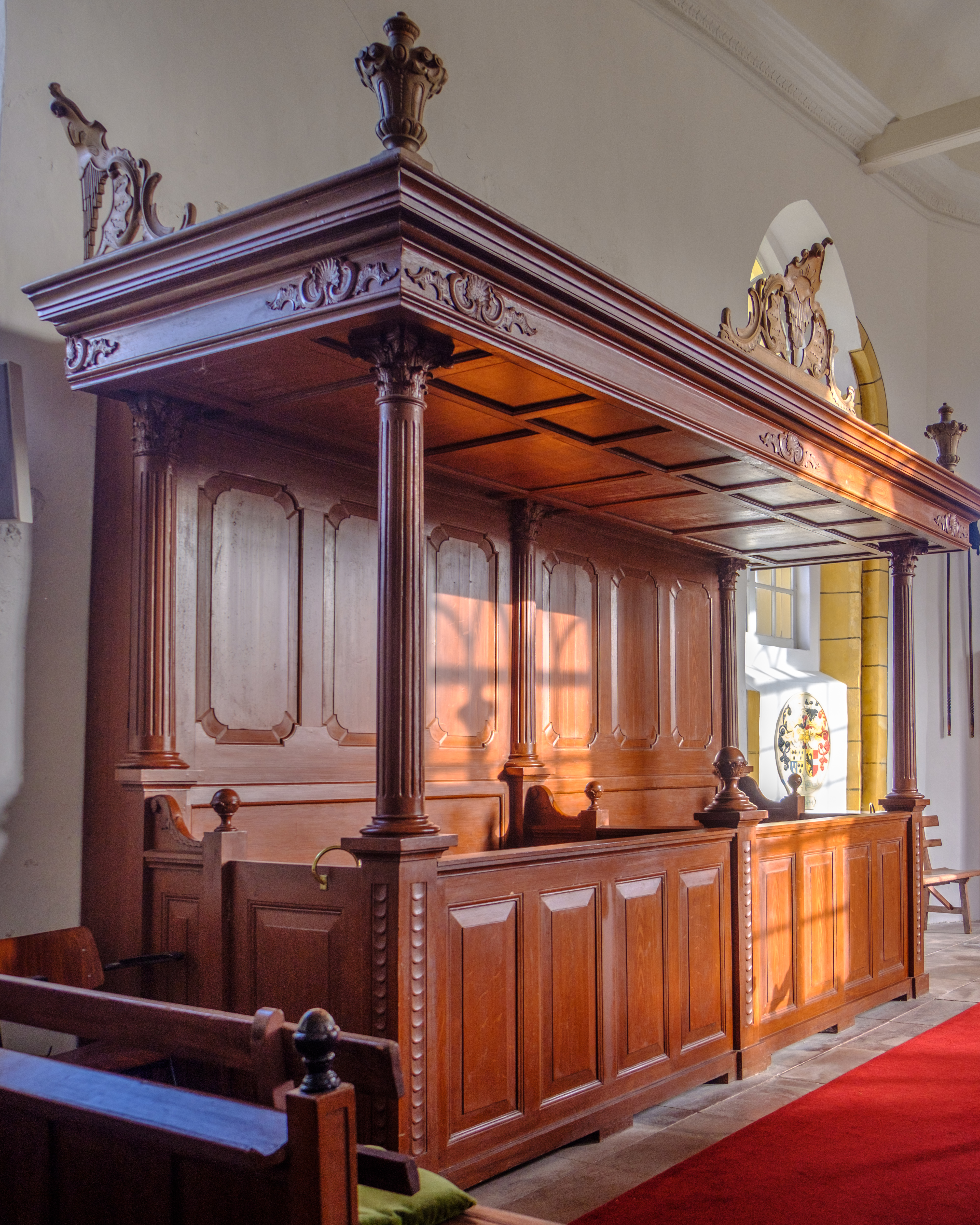
Een van de beide herenbanken uit 1755 van Jan Dieters Brugma aan weerszijden van de kerk.
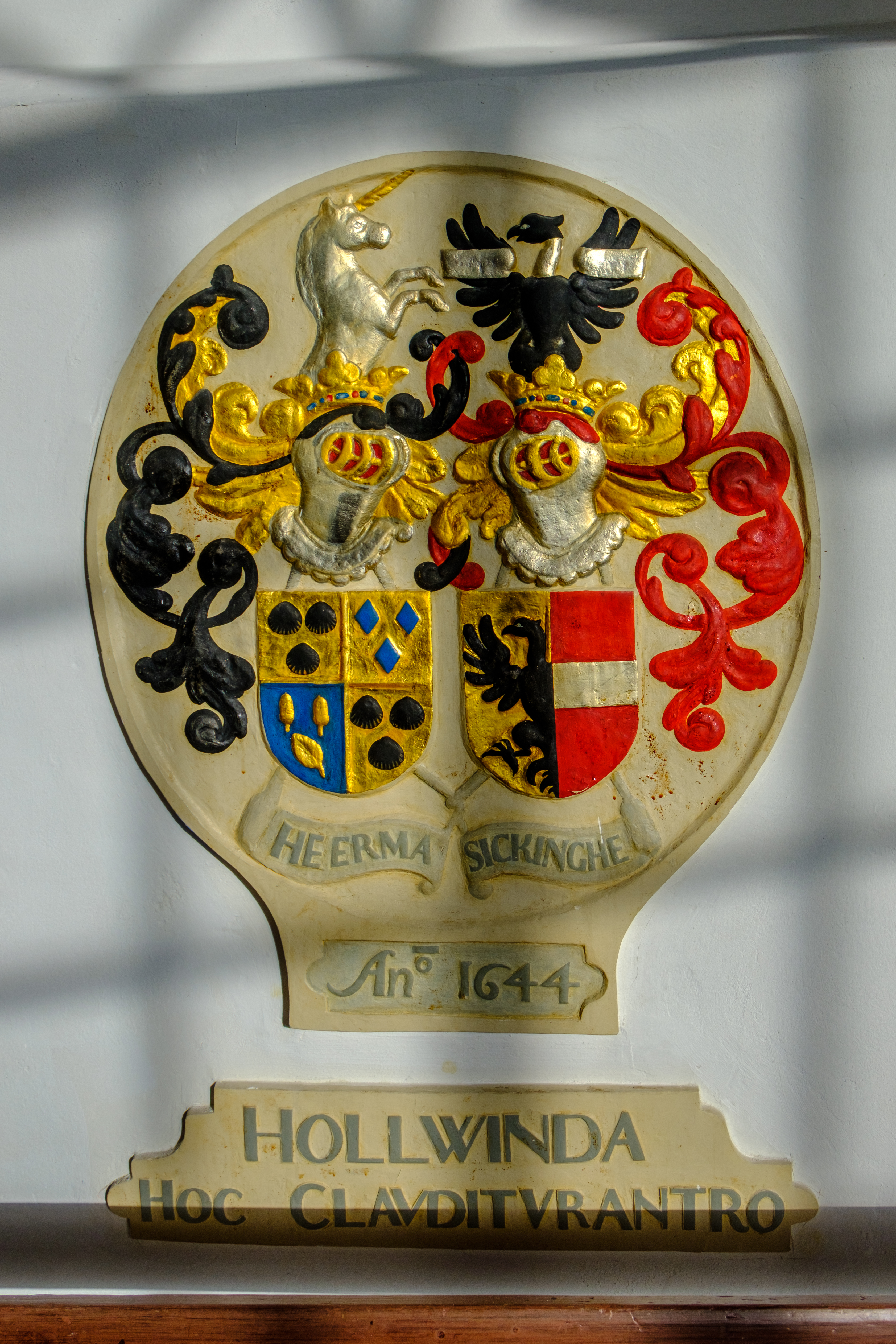
Ingemetseld gipsafgietsel van een wapenschild uit 1644 van (Ludolf) Heerma en (Bele) Sickinghe van de borg Holwinde in de apsis. Het wapenschild zelf is ingemetseld als sluitsteen van de noordelijke grafkelder en is niet zichtbaar. De tekst eronder was vroeger foutief ingemetseld onder het gipsafgietsel van Rengers en Clant.
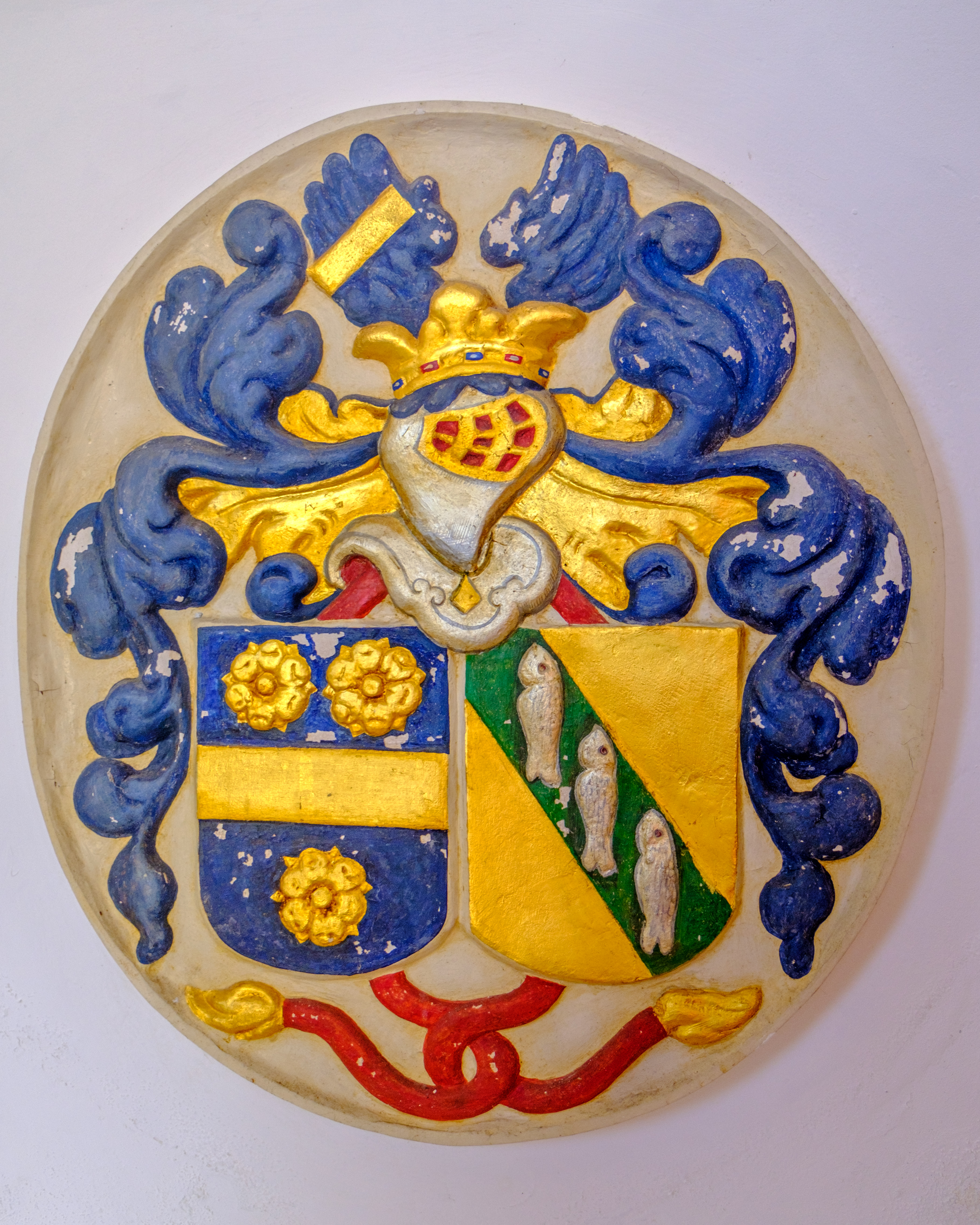
Ingemetseld gipsafgietsel van een wapenschild van (Unico) Rengers en (Elisabeth) Clant (die de borg Ludema bewoonden) in de apsis. Beiden overleden respectievelijk rond 1636 en in 1633. Het wapenschild zelf is ingemetseld als sluitsteen van de zuidelijke grafkelder en is niet zichtbaar. Onder het schild bevond zich tot ongeveer 1965 de latijnse tekst 'NAM REPUTO NON ESSE PARES AFFLICTIONES PIE SENTIS TEMPORIS AD GLORIAM QUE REVELABITUR ERGA NOS. ROM. 8.'
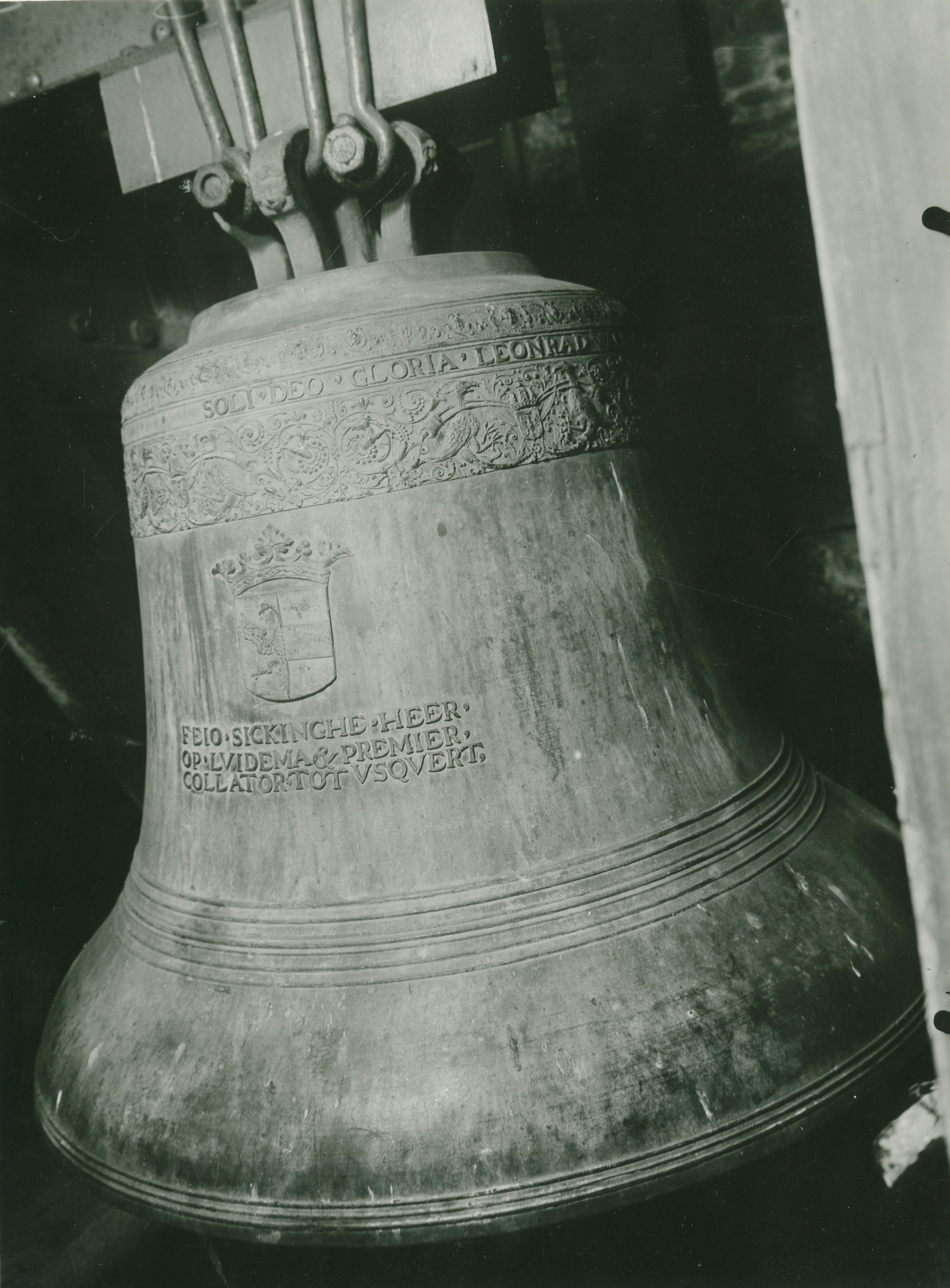
De 'kleine klok' van de kerk met het wapen van jonkheer Feio Sickinghe (1654-1696). Daaronder de tekst: Feio Sickinghe, Heer op Ludema & premier collator tot Usquert.